# Arno Noger

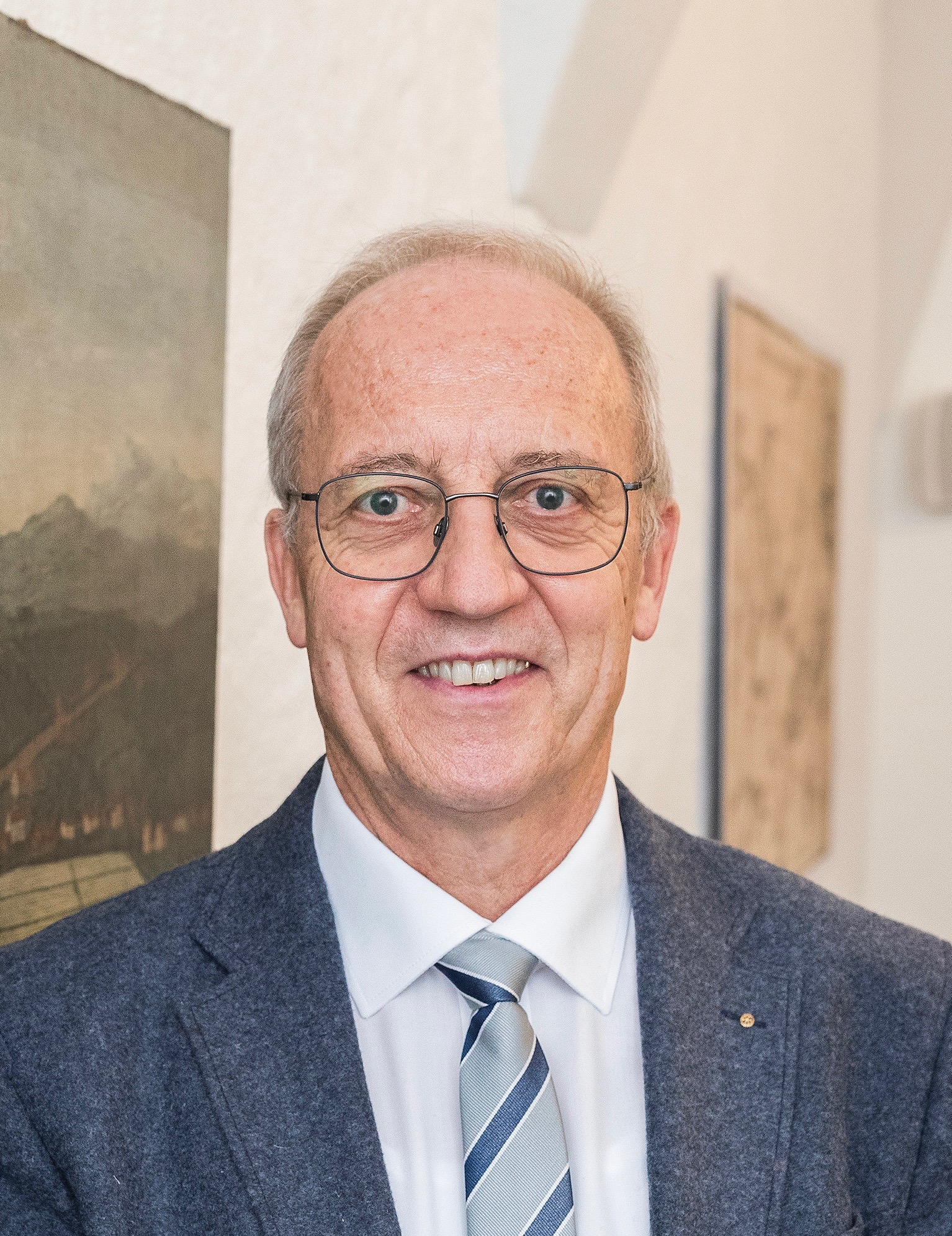
Arno Noger (2021)

Arno Noger (* 22. Dezember 1956 in Thal SG, heimatberechtigt in St. Gallen) ist ein Schweizer Politiker (FDP). Er vertrat von 2008 bis 2022 den Wahlkreis St. Gallen im Kantonsrat des Kantons St. Gallen.

## Leben
Arno Noger wuchs in Altenrhein, Gemeinde Thal (SG) auf. Er absolvierte die Kantonsschule am Burggraben in St. Gallen und schloss 1975 mit der Matura Typ B ab. Es folgte ein Studium der Geschichte und der französischen Sprache und Literatur an der Universität Zürich, welches er mit dem Lizenziat lic. phil.I abschloss. Zusätzlich erwarb er das Diplom für das Höhere Lehramt. Ab 1979 unterrichtete er an der Kantonsschule am Burggraben in St. Gallen. Von 1992 bis 2007 war er Rektor dieses Gymnasiums. Während dieser Zeit war er zeitweise Präsident der Kantonalen Rektorenkonferenz (staatliche Mittelschulen des Kantons St. Gallen) wie auch Präsident der Konferenz Schweizerischer Gymnasialrektoren. Von 2007 bis 2021 war Noger vollamtlicher Präsident der Ortsbürgergemeinde St. Gallen. In dieser Funktion leitete er u. a. die Übernahme der Vadian Bank AG, welche der Ortsbürgergemeinde gehörte, durch die St. Galler Kantonalbank in die Wege.
Von 2008 bis 2022 vertrat er den Wahlkreis der Stadt St. Gallen im Kantonsrat St. Gallen und wurde mehrfach wiedergewählt.

## Weitere Tätigkeiten (Auswahl)
- Oberst im Generalstab der Schweizer Milizarmee: Stabschef Felddivision 7 (1996–2000), Kommandant des St.Galler Territorialregiments 44 (2001–2003)
- Stabschef des Regionalen Katastrophenstabs St.Gallen (2007–2012)
- Präsident des Verwaltungsrates Nahwärmeverbund Stadtsäge AG bis 2021
- Präsident des Verwaltungsrates der Geriatrischen Klinik St. Gallen AG bis 2021
- Präsident Stiftung Naturmuseum St. Gallen bis 2021[5]
- Präsident Stiftung Historisches und Völkerkundemuseum St. Gallen bis 2021[6]
- Präsident Stiftung Ostschweizer Kunstschaffen bis 2021
- Vizepräsident des Verbands st.gallischer Ortsgemeinden bis 2021
- Präsident Stiftung Ostschweizer Kinderspital seit 2015
- Stiftungsrat Pro Senectute St.Gallen seit 2022[7]

## Veröffentlichungen
- Arno Noger, Der Übergang ins Studium: Erkenntnisse und Empfehlungen. Gymnasium Helveticum, Nr. 1/07.
- Arno Noger, Die Felddivision 7 im Wandel der Armeekonzeptionen, in: Die Felddivision 7 – Rückblick auf die letzten zwei Jahrzehnte, Herisau, 2003.
- Arno Noger, hrsg., Die Kantonsschule am Burggraben – Erweiterungsbauten 1964–2004, Beilage zum 148. Programm der Kantonsschule am Burggraben, St.Gallen, 2004.
- Daniel Baumann und Arno Noger, Die Kantonsschule am Burggraben St.Gallen 1856–2006, Beilage zum 150. Programm der Kantonsschule am Burggraben, St.Gallen, 2006.
- Arno Noger, Traditionelle Gemeinde oder moderne Unternehmensgruppe? Die Ortsbürgergemeinde 1980–2016, in: Die Ortsbürgergemeinde St.Gallen, St.Gallen, 2017.
- Arno Noger, Die Unternehmen und Institutionen der Ortsbürgergemeinde 1980–2016: Rückblick und Ausblick, in: Die Ortsbürgergemeinde St.Gallen, St.Gallen, 2017.
- Arno Noger, Kompetenzzentrum, Kooperationen und kantonale Politik, in: Rückblick mit Weitsicht – Beiträge zu Geschichte, Medizin und Architektur der Geriatrischen Klinik St.Gallen, St.Gallen, 2020.